# Valses (Chopin)

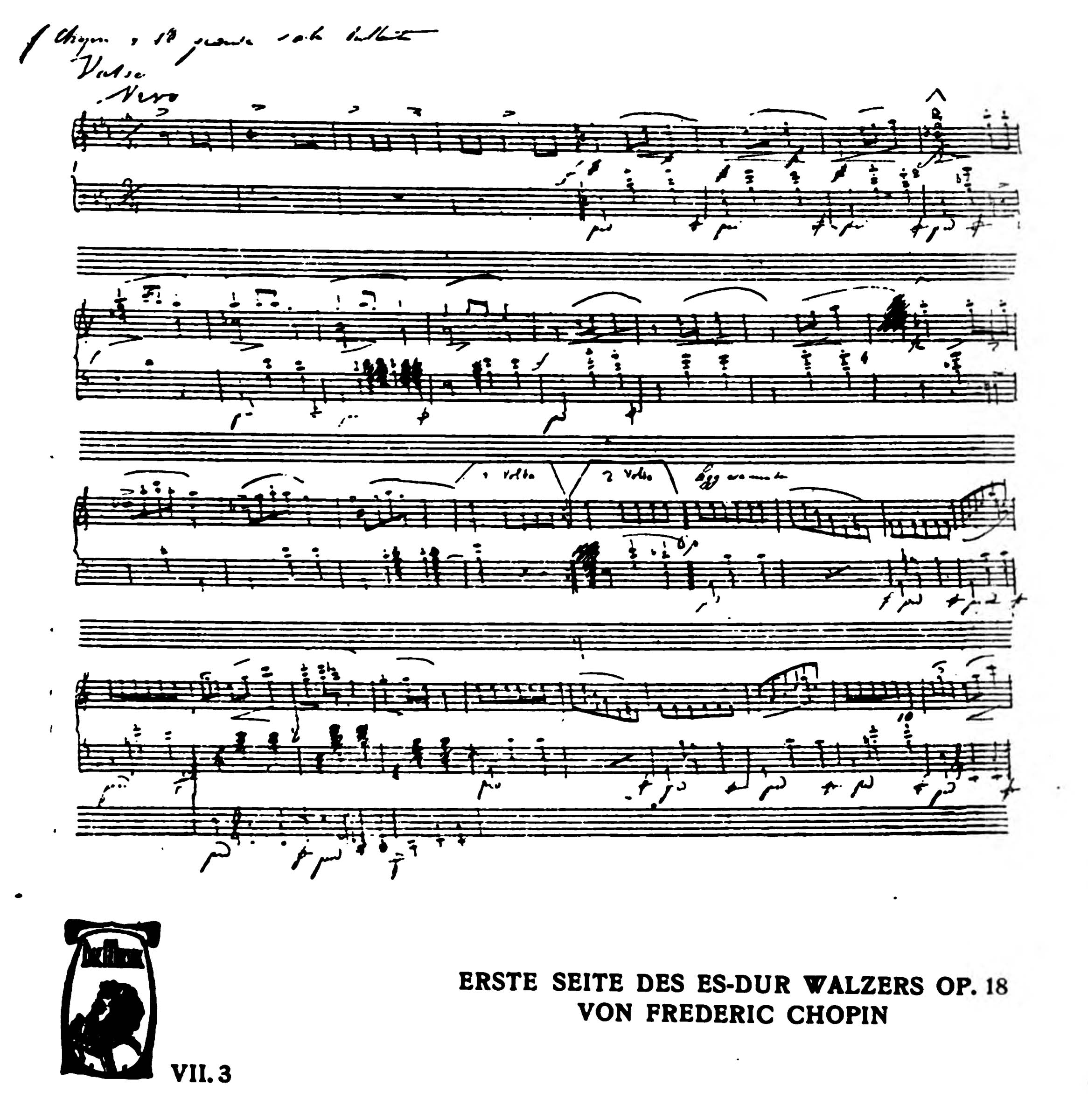
Primera página del manuscrito del Grande Valse Brillante, op. 18 de Frédérick Chopin.

Los valses de Frédéric Chopin son piezas de tiempo mediano como los valses comunes de 3/4, pero son notoriamente diferentes a los valses vieneses, al ser interpretaciones para concierto y no para baile. Algunos son accesibles para pianistas de habilidad moderada, pero los más difíciles requieren una técnica avanzada. La "Invitación a la danza", de Carl Maria von Weber, sirvió como modelo para estos valses.
Chopin empezó a componer los valses en 1824, a la edad de catorce años, y siguió componiéndolos hasta el año de su muerte en 1849.
El vals más famoso de Chopin es el "Vals del minuto" en Re bemol mayor, compuesto en 1847, parte del último grupo de valses publicados (Op. 64).

## Trasfondo
Chopin publicó 8 valses durante toda su vida. Otros 5 fueron publicados con Núm. de Opus en la década siguiente a su muerte, y desde entonces otras 6 han sido publicadas sin Núms. de Opus. De estos, uno es de dudosa procedencia pero aun así lo tomaremos en cuenta. Esto lleva a un total de 19 valses canónicos, aunque estos no son numerados con Núm. de Opus desde el Núm. 15.

## Lista de valses
- Grande Valse Brillante en La mayor, Op. 18 (1833) usado en Las sílfides
- Tres Grandes Valses Brillantes Op. 34 
  - Gran Vals Brillante en La bemol mayor, Op. 34 Núm. 1 (1834)
  - Gran Vals Brillante en La menor, Op. 34 Núm. 2 (1831)
  - Gran Vals Brillante en Fa mayor, Op. 34 Núm. 3 (1838)
- Vals en La bemol mayor, Op. 42 (1840)
- Tres valses Op. 64
  - Vals del minuto: Vals en Re bemol mayor, Op. 64 Núm. 1 (1847)
  - Vals en Do sostenido menor, Op. 64 Núm. 2 (1847)
  - Vals en La bemol mayor, Op. 64 Núm. 3 (1847)
- Dos valses Op. 69 (póstumo)
  - Vals en La bemol mayor, Op. 69 Núm. 1 (1835)
  - Vals en Si menor, Op. 69 Núm. 2 (1829)
- Tres valses Op. 70 (póstumo)
  - Vals en Sol bemol mayor, Op. 70 Núm. 1 (1832)
  - Vals en Fa menor, Op, 70 Núm. 2 (1842)
  - Vals en Re bemol mayor, Op. 70 Núm. 3 (1829)
- Vals en Mi menor, Op. Póstumo
- Vals en Mi mayor, Op. Póstumo
- Vals en La bemol, mayor, Op. Póstumo
- Vals en Mi mayor, Op. Póstumo
- Vals en Mi mayor, Op. Póstumo
- Vals en La menor, Op. Póstumo

Para Añadir
- 2 valses de propiedad privada y no disponible para los investigadores.
- 6 valses que se cree que fueron destruidos
- 3 valses que se cree están perdidos
- 5 valses únicamente con los primeros compases.

- Datos: Q686808
- Multimedia: Waltzes by Frédéric Chopin / Q686808